# Strada statale 630 Ausonia
La ex strada statale 630 Ausonia, ora strada regionale 630 Ausonia (SR 630), era una strada statale italiana il cui percorso si snodava tra la provincia di Frosinone e quella di Latina. Attualmente è classificata come strada regionale.

## Percorso
Ha origine nel comune di Cassino dalla ex strada statale 6 Via Casilina, ricevendo dopo poche centinaia di metri la SSV Sora-A1. Continua in direzione sud, superando in sottopassaggio l'A1, costeggiando in sequenza le località di Pignataro Interamna, San Giorgio a Liri, Esperia, Castelnuovo Parano e Ausonia nella provincia di Frosinone. Sconfina quindi nella provincia di Latina dove, superata Spigno Saturnia, termina innestandosi sulla strada statale 7 Via Appia a pochi chilometri da Formia.

## Storia
Già contemplata nel piano generale delle strade aventi i requisiti di statale del 1959, è
solo col decreto del Ministro dei lavori pubblici del 7 luglio 1971 che viene elevata a rango di statale con i seguenti capisaldi d'itinerario: "Innesto strada statale n. 6 presso Cassino - Pignataro - San Giorgio a Liri - Ausonia - innesto strada statale n. 7 a Scauri".
In seguito al decreto legislativo n. 112 del 1998, dal 1º febbraio 2002 la gestione è passata dall'ANAS alla Regione Lazio, che ha ulteriormente devoluto le competenze alla Provincia di Frosinone e alla Provincia di Latina per le tratte territorialmente competenti. Dal 5 marzo 2007 la società Astral ha acquisito la titolarità di concessionario dell'infrastruttura.